# Лебяжье (Рамонский район)
Лебяжье — село в Рамонском районе Воронежской области.
Входит в состав Павловского сельского поселения.

## История
Здесь, в устье ручья, селились лебеди, от чего и произошло название села – Лебяжье озеро. Село было основано в начале XVIII века. К концу этого столетия Лебяжье озеро было уже достаточно крупным селом с церковью Преподобного Сергия Радонежского, построенной в 1788 году. В селе Лебяжье был роддом с фельдшерским пунктом, три магазина: виноводочных изделий, промтоварный и продуктовый, кирпичное здание (около 600 м.кв.) государственного магазина зерна «Гамазея», в которое засыпалось зерно неприкосновенного запаса. Из него выдавали ссуду остро нуждающимся жителям села.
До революции в селе Лебяжье находился Волостной банк, после революции это здание передали под клуб. В 1809 г. строится новая каменная Богородицкая церковь оригинальной архитектуры, сегодня являющаяся памятником архитектуры

## География
Расположено на берегу Большой Верейки при впадении в нее Средней Верейки. 

### Улицы
- ул. Замостье
- ул. Заречная
- ул. Сиверцева
- ул. Чапаева

## Население
| 1859 | 1897  | 2010 |
| ---- | ----- | ---- |
| 1242 | ↗1628 | ↘207 |